# Jean de la Fontaine (graficus)
Jean de la Fontaine (Luxemburg-Stad, 1952) is een Luxemburgs graficus, kunstschilder en tekenaar. die woont en werkt in België.

## Leven en werk
De la Fontaine volgde grafiekcursussen, maar is als kunstenaar grotendeels autodidact. Naast zijn veelal abstracte schilder- en tekenwerken, ontwerpt hij objecten. Hij specialiseerde zich in Chinese schilder- en druktechnieken en houtsnijkunst. Hij exposeerde onder meer op de Biennale des Jeunes in Esch-sur-Alzette, vanaf 1986 op de salons van de Cercle Artistique de Luxembourg en solo in Brussel, 's-Hertogenbosch, New York en Luxemburg-Stad. Zijn werk werd meerdere keren onderscheiden.
De la Fontaine is een achterkleinzoon van Edmond de la Fontaine.

## Onderscheidingen
- 1985 Premier Prix op de Biennale des Jeunes in Esch-sur-Alzette.
- 1985 Prix de la Jeune Peinture, België
- Palette d'Or op het Festival de la Peinture in Cagnes-sur-Mer.